# Grizzana Morandi
Grizzana Morandi ist eine italienische Gemeinde in der Metropolitanstadt Bologna mit 3928 Einwohnern (Stand 31. Dezember 2023) auf einer Fläche von 77 km².

## Lage
Das Gemeindegebiet umfasst die hügelige Gegend, die durch das Setta-Tal und das Reno-Tal gespalten wird. Die künstlerische und historische Bedeutung ist im westlichen Teil des Gebiets und im Gemeindehauptort beträchtlich. Dort kann man noch heute das Haus des berühmten Malers Giorgio Morandi besuchen, in welchem heute ein Museum untergebracht ist. Der östliche Teil hat nach dem Bau der Staatsstraße 325 und des Bahnhofs bei Piandisetta an Bedeutung gewonnen.

## Geschichte
Aus verschiedenen archäologischen Funden schließt man, dass die ersten Siedler die Etrusker waren. Danach kamen noch die Ligurer und die Kelten und schließlich die Römer. 
Im Mittelalter übten unterschiedliche Mächte ihre Herrschaft aus. In diesem Land wechselten sich in der Tat feudale Familien aus Bologna und aus der Toskana ab, andere Adelsfamilien kleineren Rangs, Bischöfe und Religionsorden.  
Die Geschichte dieses Gebiets war eine abwechselnde Geschichte von Machtergreifungen, Erbschaften, Spaltungen, bis Napoleon die Gebietsgestaltung durchsetzte, die auch -bis auf kleinere Veränderungen- während der Restauration erhalten blieb. Die heutige Abgrenzung wurde mit der Einigung Italiens 1861 endgültig anerkannt. 
Erwähnenswert ist auch die Erhebung des Volkes, zunächst gegen die französische Regierung, dann gegen die österreichische, schließlich erneut gegen Frankreich, die als Brigantaggio (Organisiertes Verbrechen) bezeichnet wurde. Diese Aufstände werden aber heute als der Anfang der Bewegungen im Rahmen des Risorgimentos betrachtet.

## Sehenswürdigkeiten
Das gesamte Gemeindegebiet bietet viele Sehenswürdigkeiten. Darunter sind verschiedene abgelegene mittelalterliche Weiler und Ortschaften,  alte Kirchen und aus der Neuzeit stammende Türme, und einzelne Gebäude, sowie die Landschaft an sich. Giorgio Morandi bildete  diese Landschaften in seinen Gemälden ab. 
Im Gemeindehauptort wurde das Centro Morandi gegründet, ein Dokuzentrum mit Sitz im Rathaus und das, auch unter didaktischen Aspekten, sich die kulturelle und naturelle Bewahrung der Region zur Aufgabe macht. Nicht weit entfernt vom Zentrum von Grizzana liegt das auch Touristen zugängliche Haus des berühmten Malers.

### Die mittelalterlichen Weiler
In der Gegend zwischen dem Monte Vigese und dem Reno-Tal sind alle historisch wichtigsten Gebäude des Gebiets in den mittelalterlichen Dörfern  Poggio, Sterpi, Predolo, Cà Brunetti und La Scola erhalten geblieben. In La Scola sind bemerkenswerte Gebäude aus dem 15. und 16. Jahrhundert zu bewundern, wie die Casa Montanelli, wo interessante Fresken aus dem 16. Jahrhundert aufbewahrt werden, drei Türme, ein Bildstock vom 15. Jahrhundert und zwei Gebetshäuser.
Auf dem Berggipfel des Montovolo befindet sich das Heiligtum von Santa Maria della Consolazione (Heilige Maria der Tröstung) mit seiner romanischen Grube, dem einzigen ursprünglichen Teil, denn der Rest wurde im 13. Jahrhundert restauriert und ausgebaut.  
In Savignano, im Süd-Westen des Gemeindegebiets Grizzana Morandi, ist die Rocchetta Mattei wegen ihrer Form und ihres Kontrastes mit dem umliegenden Gebiet besonders hervorzuheben. Die Rocchetta ist eine im 19. Jahrhundert errichtete Burg, bei deren Bau man sich vom Vorbild der mittelalterlichen Schlösser inspirieren ließ. Diese Burg ließ Graf Cesare Mattei erbauen, in einer ähnlichen Art und Weise, wie König Ludwig in Bayern. Ihre Türme weisen sogar Kuppeln auf, die an die der Frauenkirche in München erinnern.